# سوت (شید)
سوت (به صربی: Sot) یک منطقهٔ مسکونی در صربستان است که در Šid Municipality واقع شده‌است. سوت ۷۹۱ نفر جمعیت دارد.